# Congelado en Rusia
Congelado en Rusia es una película panameña que se estrenó el 31 de mayo de 2018. Está dirigida por Arturo Montenegro, quien también dirigió Donaire y Esplendor, protagonizada por Joshua Blake y cuenta con un elenco tanto panameño como ruso y de otros países.
La película es un homenaje a la Selección de fútbol de Panamá, luego de que el 10 de octubre de 2017 lograra clasificar por primera vez a la Copa Mundial de Fútbol.
El rodaje se realizó en distintas locaciones de Panamá y Rusia, y se requirieron más de 35 días de grabación entre ambos países. La empresa productora es Qfilms, y el presupuesto de la película está alrededor de un millón y medio de dólares.
El 11 de abril se lanzó el tráiler de la película, y el 17 de abril se dio a conocer que también se estrenaría en Centroamérica y República Dominicana.

## Argumento
El sueño de Panamá es lograr clasificar a la Copa Mundial de Fútbol Rusia 2018. Jamel, un gran fanático de la selección del país está deprimido luego de una pérdida 4 a 0 ante Estados Unidos. Al hacerle una promesa al Cristo Negro de Portobelo, Jamel se dirige hacia Rusia. En su llegada encuentra a un compatriota que lo ayuda en la adaptación de la nueva cultura, y así cumplir la promesa hecha al santo.

## Reparto
| - Joshua Blake como Jamal - Elmis Castillo como Joaquín - Ekaterina Pripasnikova como Anastasia - OneTwo como Mamá Rikocha - Christopher Oberto como Calito - Liza Hernández como Deborah - Tatiana Sabosina como Ivakaterina - Denis Sladkov como Igor (Calefacción antigua) - Julián Torres como Jhosmar - Julio Cid como Papo - Nedelka Nieto como Tita | - Daluna Kraemer como Rikocha #1 - Clarissa Abrego como Rikocha #2 - Sara Bello como Rikocha #3 - Kim Forbes como Rikocha #4 - Brithany Ryce como Baby Rikocha - Carlos Alfredo López como Sr. Morales - Rodrigo Chiari "Rochia" como Fito - Michael Vega como Chucho - María Serrgina como la Teniente Volkova - Ernesto L. Fields como la aparición del Nazareno |

## Recepción
Congelado en Rusia rompió el récord de ser la película panameña más vista en su primer fin de semana, con 50 mil personas.